# Willoughby (LGA)
City of Willoughby is een Local Government Area (LGA) in Australië in de staat New South Wales en behoort tot de agglomeratie van Sydney. City of Willoughby telt 69.269 inwoners. De hoofdplaats is Willoughby.